# Nữ quyền ở Ả Rập Xê Út
Vào cuối thế kỷ 20 và đầu thế kỷ 21, quyền phụ nữ ở Ả-rập Xê-út bị hạn chế so với quyền của phụ nữ ở nhiều nước láng giềng. Báo cáo về bình đẳng giới toàn cầu trong Diễn đàn Kinh tế Thế giới cho biết Saudi Arabia xếp hạng 141 trong số 144 quốc gia về bình đẳng giới, từ 134 đến 145 vào năm 2015. Hội đồng Kinh tế và Xã hội Liên Hợp Quốc (ECOSOC) đã bầu Ả Rập Xê Út vào Ủy ban Nhân dân về Tình trạng Phụ nữ trong giai đoạn 2018-2022. Phụ nữ ở Ả Rập Xê Út chiếm 13% lực lượng lao động bản địa của đất nước vào năm 2015.
Phụ nữ vận động vì quyền của họ với phong trào phụ nữ được lái xe và chiến dịch chống nam-giám hộ với kết quả là một số cải tiến về tình trạng của họ xảy ra trong thập niên thứ hai của thế kỷ 21. Phụ nữ trước đây bị cấm bầu cử trong tất cả các cuộc bầu cử hoặc được bầu vào bất kỳ cơ quan chính trị nào. Nhưng năm 2011 vua Abdullah cho phép phụ nữ bỏ phiếu trong cuộc bầu cử địa phương năm 2015, cũng như được bổ nhiệm vào Hội đồng Tư vấn (nghị viện). Năm 2011, có nhiều nữ sinh viên tốt nghiệp đại học ở Ả-rập Xê-út hơn nam giới. Ttỷ lệ biết chữ đối với nữ được ước tính là 91%,  vẫn thấp hơn tỷ lệ nam giới nhưng cao hơn rất nhiều so với 40 năm trước đó. Vào năm 2013, độ tuổi trung bình của cuộc hôn nhân giữa phụ nữ Saudi là 25 tuổi.
Trong số các yếu tố xác định quyền đối với phụ nữ ở Ả-rập Xê-út là luật của chính phủ về việc giải thích Hanbali và Wahhabi về Hồi giáo Sunni cũng như phong tục truyền thống của bán đảo Ả Rập. Vào năm 2017, vua Salman có chiếu chỉ cho phép phụ nữ được phép tiếp cận với các dịch vụ của chính phủ như giáo dục và chăm sóc sức khỏe mà không cần sự đồng ý của người giám hộ.

## Quyền lái xe
Cho đến tháng 6 năm 2018, phụ nữ vẫn bị cấm lái xe ở Saudi Arabia - quốc gia duy nhất trên thế giới có quy định cấm như vậy. Vào ngày 26 tháng 9 năm 2017, Vua Salman tuyên bố rằng phụ nữ sẽ được phép lấy bằng lái xe tại Vương quốc, điều này sẽ giúp phụ nữ có quyền lái xe hiệu quả trong những năm tới. Quyết định của Salman được ủng hộ bởi đa số Hội đồng các học giả tôn giáo cao cấp. Lệnh của vua Salman ban ra, yêu cầu các cơ quan hữu quan trong vòng 30 ngày phải chuẩn bị các báo cáo để thực hiện điều này, với mục tiêu loại bỏ lệnh cấm về giấy phép lái xe nữ vào tháng 6 năm 2018. Các bài xã luận của tờ báo ủng hộ nghị định lưu ý rằng phụ nữ được phép cưỡi lạc đà trong thời gian tiên tri Muhammad. Lệnh cấm được gỡ bỏ vào ngày 24 tháng 6 năm 2018, với hơn 120.000 phụ nữ xin giấy phép vào ngày đó. Phụ nữ cũng từng lái xe ở Ả Rập Xê Út bằng giấy phép từ UAE và các quốc gia khác. Tuy nhiên, họ đã bị bắt.